# Великая национальная материнская ложа К трём глобусам
Великая национальная материнская ложа «К трём глобусам» (нем. Große National-Mutterloge «Zu den drei Weltkugeln») (ВНМЛ) — старейшая из восьми признанных масонских великих лож, которые существовали в Германии до их запрета в 1935 году. Великая национальная материнская ложа «К трём глобусам» была основана в 1740 году в Берлине. Была закрыта через 195 лет, в 1935 году, вскоре после прихода к власти в Германии нацистов. До своего запрета она объединяла 22 700 масонов в 177 ложах. Деятельность великой ложи была возобновлена в 1946 году. С 1970 года она входит в союз немецких великих лож — в Объединенные великие ложи Германии.

## История
В ночь с 14 на 15 августа 1738 года, будущий король Пруссии Фридрих Великий, наследный принц, был инициирован как масон в Брауншвейге, и быстро возвышен в степень подмастерья, и также быстро возведён в степень мастера масона. Посвящения Фридрих прошёл без ведома своего отца. Он пригласил барона фон Оберга и писателя Якоба Фридриха фон Биелфельда, которые сыграли важную роль в принятии его кандидатуры. Посвящение нужно было для формирования La loge première/La loge du Roi notre grand maître в Рейнсбергском замке. После вступления Фридрихом на монарший престол он основал собственную ложу, которой и руководил лично с 20 июня 1740 года. А 13 сентября 1740 года, с разрешения Фридриха, и под эгидой тайного совета и Шарля Этьена Иордана, создаётся Великая национальная ложа «К трём глобусам». За основу была взята модель Первой великой ложи Англии, хотя Великая национальная ложа «К трём глобусам» не получила никакого устава от Великой ложи Англии.
Когда Фридрих, в том же году, принял участие в Первой Силезской войне, «La loge première» была распущена, а её члены присоединились к новой ложе. Эта новая великая ложа была создана в соответствии с обычаями своего времени и в последующие годы присоединила ложи в Майнингене, Франкфурт-на-Одере, Вроцлаве, Дрездене и Невшателе. 24 июня 1744 года было принято название Великая королевская материнская ложа «К трём глобусам», и, наконец, 5 июля 1772 года, изменила это название на Великую национальную материнскую ложу Прусского государства.
5 марта 1767 года великая ложа стала использовать Устав строгого соблюдения, и перестала использовать этот устав после Вильгельмсбадского конвента в 1782 году.
Чтобы избежать враждебность со стороны Третьего Рейха по отношению к масонству, название великой ложи было изменено на «Немецко-христианский орден Фридриха Великого». Но и это не помогло, и в 1935 году, даже великие ложи изменившие свои названия на немецко-христианские ордена, были запрещены.
После Второй мировой войны, Великая материнская национальная ложа «К трём глобусам» была воссоздана в 1946 году, но её юрисдикция изначально была ограничена американским сектором Берлина. 42 ложи ВНМЛ присоединились к Объединённой великой ложе Германии, основанной в 1949 году. И только 5 лож в Федеративной республике остались верны ВНМЛ.
Объединённые великие ложи Германии (ОВЛГ) была основана в 1958 году, как национальная коммуникация с иностранными великими ложами. Чтобы избежать путаницы в названии, Объединённая великая ложа Германии изменила своё название на Великая ложа вольных каменщиков для Германии, а затем взяла окончательное название — Великая ложа вольных каменщиков Германии. При основании ОВЛГ было первоначально только два члена-учредителя. Великая национальная материнская ложа «К трём глобусам» присоединилась только в 1970 году в качестве независимого партнёра.
На январь 2015 года Великая национальная материнская ложа К трём глобусам объединяет 800 масонов в 40 ложах.

## Структура

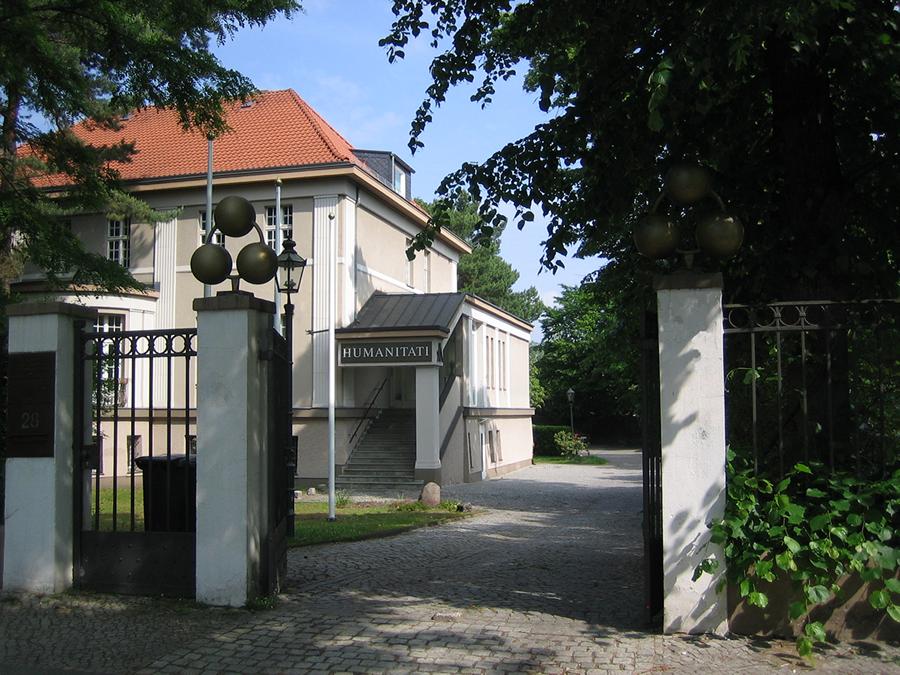
Главный масонский храм ВНМЛ 3Г на Хеерштрассе в Берлине.

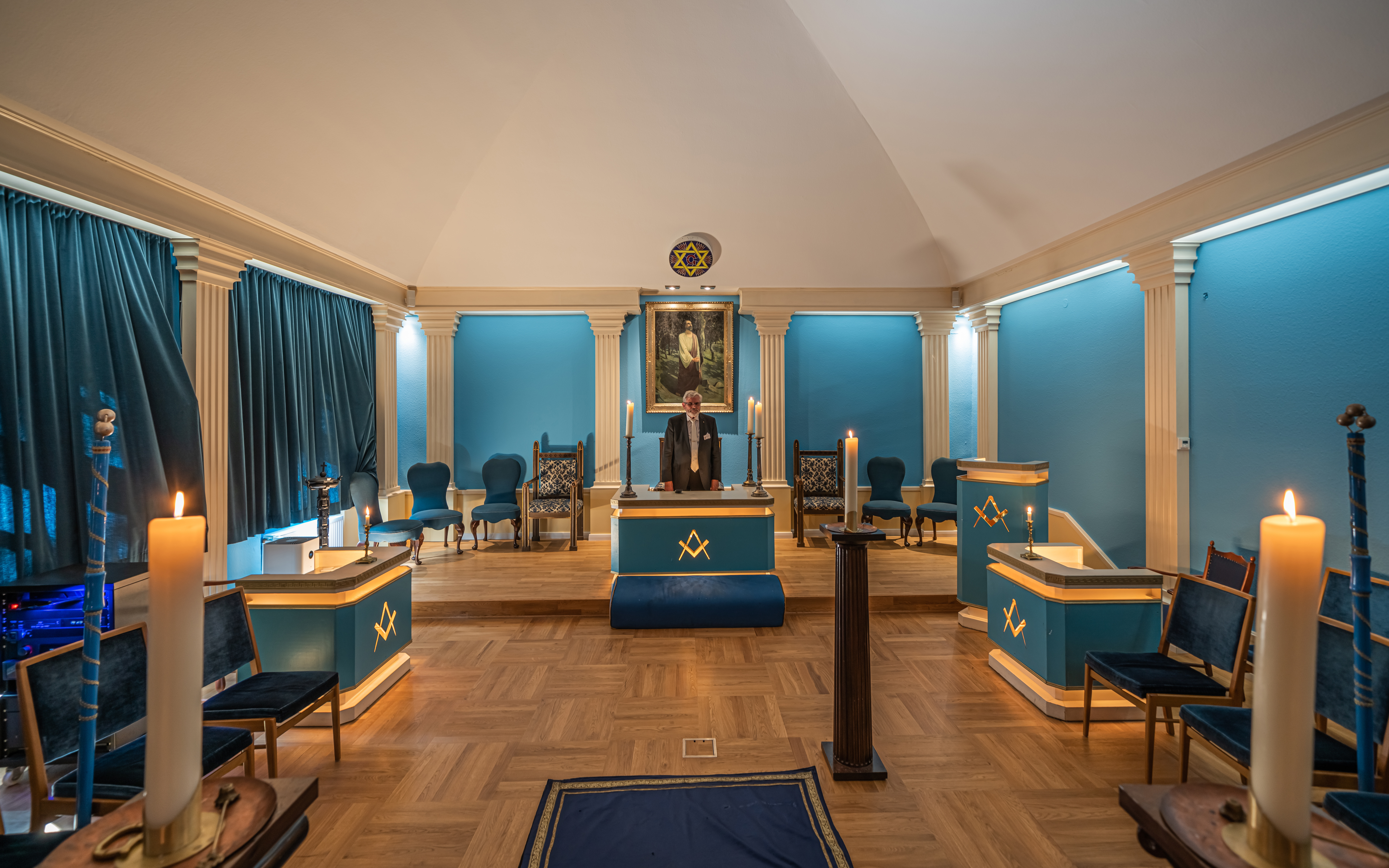
Помещение ложи в храме ВНМЛ 3Г на Хеерштрассе в Берлине

Великая национальная материнская ложа «К трём глобусом» стала юридическим лицом согласно королевской хартии от 9 ноября 1796 года. Теперь она зарегистрирована как объединение. Возглавляет её — национальный великий мастер, поддерживаемый с 1797 года федеральным советом братьев дополнительных степеней. Подобно «Великой земельной ложе вольных каменщиков Германии», ВНМЛ имеет отдельные органы для «дополнительных степеней». В дополнение к символическим ложам, управляющих первыми тремя степенями — «ученик», «подмастерье» и «мастер», есть «Общая старая шотландская ложа» для 4-го градуса («шотландский мастер») и внутренний восток, для градусов с 5 по 7.